# Индијски сиви мунгос
Индијски сиви мунгос је предатор из породице мунгоса. У северно индијским језицима као што су хиндски, урду и пунџаби, он се зове Невалаа. Сиви мунгос се налази у шумама, шикарама и оабрађеним пољима, често у непосредној близини људских насеља. Живи у јазбинама, грмљу и шикари налазећи уточиште под стенама или грмљем па чак и у канализацији. Јако је храбар и знатижељан, али и опрезан. Врло се добро пење. Обично ћете га наћи појединачно или у паровима.

## Опис
Дужина тела му је од 36 cm до 45 cm. Има реп дуг 45 cm. Тежи између 0,5 и 4 kg. Тело му је дуго и витко с релативно кратким ногама. Њихово крзно је жућкасто сиво, али ноге су тамније и по њима се разликује од индијског малог мунгоса. Реп је тамноцрвен, а глава је мало црвенкаста. Мужјаци су пуно већи од женки.

## Распрострањеност
Живи у Азији, од Арабије до Непала, Пакистана, Индије и Шри Ланке, а уведени су на Хаваје, Јамајку, Кубу и Порторико и у Југоисточну Европу. Држе се и као кућни љубимци ради заштите од пацова и змија

## Исхрана
Будући да су месоједи, хране се бројним врстама па се може рећи да једе све што може да улови. Лови глодаре, змије, птичја јаја и птиће, гуштере и разне бескичмењаке, па чак и шкорпионе.
Индијски сиви мунгос је вешт, брз и окретан ловац те увек вреба за пленом својим јаким чулима њуха и вида. Њуши земљу, окреће стене и камење у потрази за жртвом. Ако животиња покуша да побегне, мунгос креће у потеру. Убија свој плен у трку, угризом за врат или главу.
Иако мунгос једе змије, укључујући и отровне кобре, главни део прехране му се састоји од неопасних малих животиња које живе на или под земљом. Познате су њихове битке са отровним змијама. Због своје брзине и покретљивости измиче нападу змије. Након неког времена змија је исцрпљена и може је лако убити угризом. Нису имуни на отров, али густо крзно омогућава већу заштиту од змијског угриза.

## Размножавање
Након трудноће од 60 до 65 дана окоти се 2 - 4 младунчета. Живе у просеку 7 година. Лове током дана и живе сами.